# Precious Junk
「Precious Junk」（プレシャス・ジャンク）は、日本の歌手・平井堅のデビューシングル。1995年5月13日に発売された。

## 解説
- 土曜日に発売されたメジャーデビューシングル。
- 初登場位は67位だが、その後チャートを少し上昇して最高位を50位に更新。累計出荷枚数は10万枚[1]。
- オリジナルアルバム『un-balanced』、ベストアルバム『Ken Hirai 10th Anniversary Complete Single Collection '95-'05 歌バカ』に収録されている。
- 表題曲「Precious Junk」はフジテレビ系ドラマ『王様のレストラン』主題歌。

## 収録曲
| 全作詞・作曲: 平井堅。 |                                         |        |            |                  |      |
| #                      | タイトル                                | 作詞   | 作曲・編曲 | 編曲             | 時間 |
| 1.                     | 「Precious Junk」                       | 平井堅 | 平井堅     | ジョー・リノイエ | 5:27 |
| 2.                     | 「オルゴール」                          | 平井堅 | 平井堅     | 武部聡志         | 4:13 |
| 3.                     | 「Precious Junk」(オリジナル・カラオケ) | 平井堅 | 平井堅     |                  | 5:27 |